# Шевченко. Мати
Шевченко. Мати — назва вітража, створеного 1964 року до 150-річчя Тараса Шевченка у вестибюлі Червоного корпусу Київського національного університету. Авторами були група художників Опанас Заливаха, Людмила Семикіна, Галина Севрук, Галина Зубченко і Алла Горська. До наших днів витвір мистецтва не зберігся, є лише його світлини. Однак фотографію вітража було надруковано 1965 року у варшавському журналі «Український календар», який видавало Українське суспільно-культурне товариство. За своїм сприйняттям вітраж є дуже сильним та ніжним відночас. 
Проєкт створення тривав цілий рік.

## Історія

Ескіз вітража «Шевченко. Мати» (1964)

Монументальна композиція була створена на замовлення ректорату Київського університету до 150-річчя з дня народження Тараса Шевченка. У центрі композиції зображено гнівного Тараса Григоровича, який однією рукою пригортав жінку-Україну, а в іншій, високо піднятій руці, тримав книжку. Тарас Шевченко виголошував рядки: «Возвеличу малих, отих рабів німих, я на сторожі коло них поставлю слово!».
Жорсткі правила вимагали, щоб усі ескізи пройшли затвердження. Після їхнього погодження художники створили макет у натуральну величину. Роботу назвали «Шевченко. Мати». Проте партійне керівництво скликало засідання компартійного бюро при Київському відділенні спілки письменників України, на якому роботу «засудили як ідейну ворожу» творчість групи митців.
Після цього замість урочистого відкриття вітраж було розбито адміністрацією університету Як згадує шестидесятниця Михайлина Коцюбинська: "головний погромник — ректор університету Швець. Сам власноручно, не дочекавшись висновків комісії, трощив ідеологічно шкідливий вітраж. Чому мати-Україна така сумна? Який «суд», яку «кару» і на кого накликає Тарас? І взагалі, чому це Україна «за ґратами»? Згідно з рішенням бюро Київського обласного правління Спілки художників України 13 квітня 1964 р. визначено: «Вітраж дає грубо викривлений архаїзований в дусі середньовічної ікони образ Т. Г. Шевченка, який нічого спільного не має з образом великого революціонера-демократа… У такому ж іконописному дусі витриманий в ескізі образ Катерини, яка є нічим іншим як стилізованим зображенням богоматері… Шевченковські слова написані церковно-слов'янською в'яззю (кирилицею) в поєднанні з іконописно трактованими образами, звучать ідейно двозначно. В образах вітража нема ні найменшої спроби показати Шевченка радянського світосприйняття. Образи, створені художниками, спеціально заводять в далеке минуле».
Опанас Заливаха через роки згадував слова одного з керівників університету, що пояснював розгром вітражу: «Люди останавливаются, смотрят, создается толпа. На второй этаж невозможно пройти».
За фактом комісія аналізувала не макет вітража, а його уламки. Партійні функціонери кваліфікували роботу Горської як ідейно хибну.
Євген Сверстюк, зокрема, дав чітку характеристику внутрішнього стану творців після оголошення вищезазначеного рішення: "Дні і ночі самовідданої праці… і єдина винагорода - виключення зі Спілки художників". 
За словами Івана Дзюби, «те, чим Шевченко був небезпечний для режиму, і те, чим він виражав історичну сутність буття українського народу, — замовчувалося». Сьогодні в університеті на місці вітража-шедевра — пропагандистське творіння у стилі соціалістичного реалізму. В адміністрації КНУ газеті «Україна Молода» повідомили, що питання відновлення авторського твору Алли Горської не обговорювали.

## Біографія авторів композиції
Алла Горська є відомою художницею-шестидесятницею. Її ескізи часто порівнювали з роботами-аналогами мексиканської мисткині Фрідою Кало.
Народилася 18 вересня 1929 року. Батько працював директором Ялтинської кіностудії, а матір - вихователькою. У 1948-ому році, закінчивши школу, стала студенткою факультету живопису Київського художнього інституту. У тій сфері зустріла й свого майбутнього чоловіка - Віктора Зарецького. У 1959-ому була прийнята до Спілки художників. 
Опанас Заливаха - народився 1925-ого року (Харківщина). Юність минула на Далекому Сході. Потім переїхав на Івано-Франківщину. Працював у галузі монументального малярства та інших. Усі роботи у більшості своїй були пов'язані з народною тематикою. 
Людмила Семикіна - народжена у 1924-ому році. Майстриня декоративного мистецтва, одна з членів Клубу творчої молоді "Сучасник". Водночас член Спілки художників України. У свій час розробила ескізи костюмів до фільму "Захар  Беркут". У вільний час читала твори "самвидаву" та "тамвидаву". 
Галина Севрук - народилася 18 травня 1929-ого року. Навчалася у Київському художньому інституті на живописному відділі. У 1964-ому році створила свій перший керамічний твір "Плач Ярославни" у співпраці з багатьма своїми колегами. Зокрема, до найбільших напрацювань Галини Севрук відносяться дві її великі мозаїчні роботи під назвами "Лісова пісня" та "Лілея".  
Галина Зубченко - народжена в 1947-ому році (Львів). Випускниця  Львівського інституту прикладного та декоративного мистецтва. Учасниця різноманітних виставок, симпозіумів та бієнале. У творчому доробку є живописні портрети та натюрморти.  

## Подальша доля художників
Авторів вітража за цю роботу було виключено зі Спілки художників УРСР. Аллу Горську було повторно поновлено.
Згодом, 1965-го Україною прокотилася перша хвиля репресій у постсталінський період, під час якої співавтора вітража, близького друга Алли Горської художник Опанаса Заливаху звинуватили в антирадянській агітації та пропаганді й засудили до п'яти років таборів суворого режиму. Уже в грудні вона написала заяву прокуророві УРСР, в якій засуджувала арешти й називала їх неправомірними. Для того, щоб поновитися у спілці, Алла Горська поїхала до Москви. Саме в цей час КДБ організувало прослуховування в її квартирі. 28 листопада 1970 року Аллу Горську було вбито у будинку її родичів. Похорон перетворився на мітинг протесту проти тоталітарного режиму радянської влади, а смерть породила жахливі чутки.